# T. J. Martin

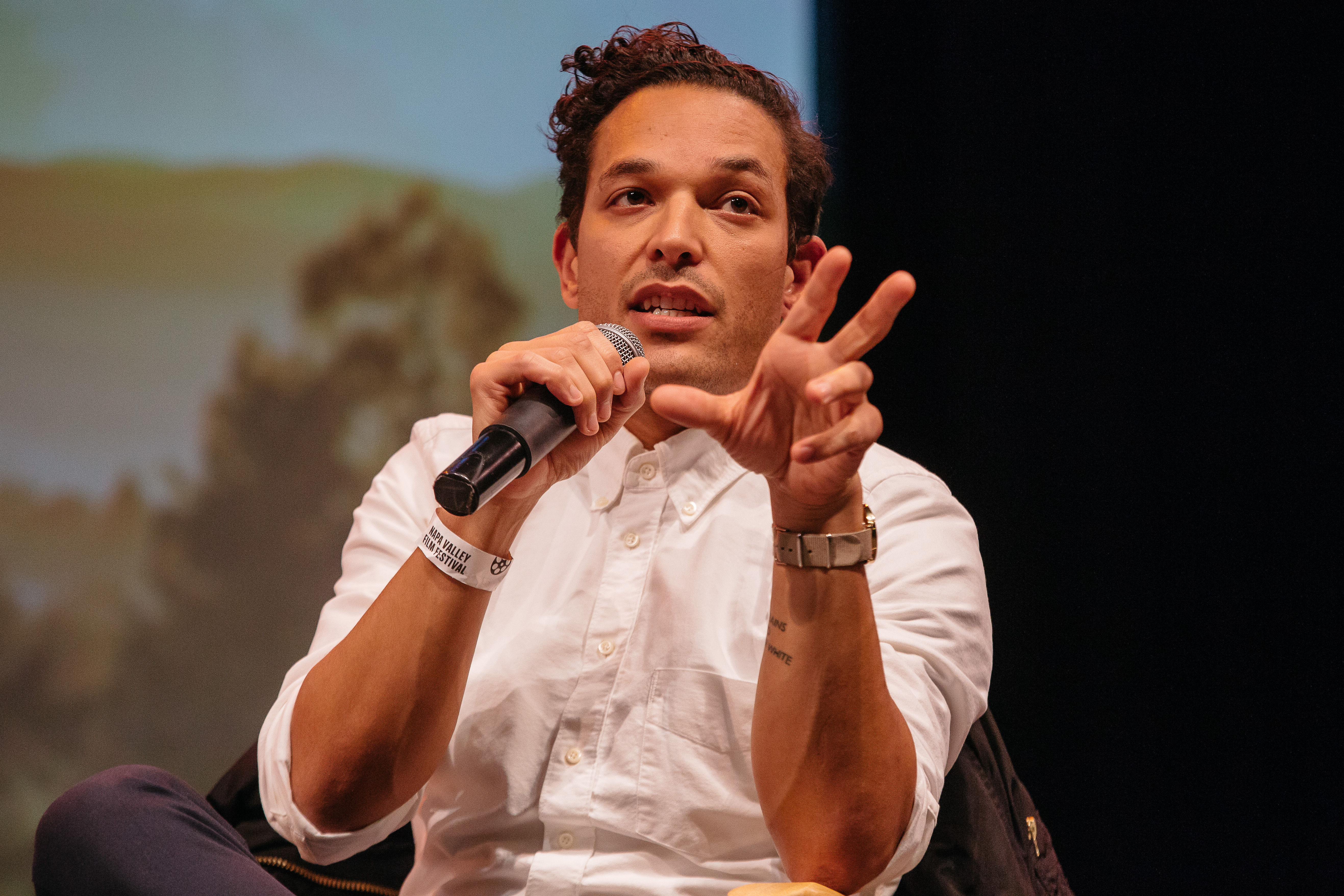
T. J. Martin, 2017

Thomas McKay Martin Jr. (* 7. Dezember 1979 in Seattle) ist ein US-amerikanischer Filmemacher, der bei der Oscarverleihung 2012 für seine Arbeit bei Ungeschlagen zusammen mit Daniel Lindsay und Richard Middlemas für den Oscar in der Kategorie Bester Dokumentarfilm nominiert war. Er tritt seit 2002 in Erscheinung und inszenierte sechs Produktionen, bei denen er auch überwiegend als Filmeditor, Filmproduzent, Kameramann und Drehbuchautor mitwirkte.
2018 wurde er gemeinsam mit Lindsay in die Academy of Motion Picture Arts and Sciences berufen, die jährlich die Oscars vergibt.

## Filmografie (Auswahl)
- 2002: A Day in the Hype of America (Dokumentarfilm) – Regisseur und Produzent
- 2003: What Would Jesus Play? (Dokumentar-Kurzfilm) – Drehbuchautor, Editor und Produzent
- 2005: On the Rocks (Dokumentarfilm) – Regisseur, Kameramann und Editor
- 2005: …Loves Martha (Kurzfilm) – Regisseur, Drehbuchautor, Editor und Produzent
- 2007: Larry Flynt: The Right to Be Left Alone (Dokumentarfilm) – Kameramann
- 2008: Last Cup: Road to the World Series of Beer Pong (Dokumentarfilm) – Drehbuchautor und Editor
- 2008: Get Your Face on with Napoleon Perdis (Fernsehserie) – Editor
- 2010: Liemba (Dokumentarfilm) – Kameramann
- 2011: Ungeschlagen (Undefeated, Dokumentarfilm) – Regisseur, Kameramann und Editor
- 2013: My Favorite Picture of You (Dokumentar-Kurzfilm) – Regisseur, Drehbuchautor und Produzent
- 2015: I Am Dying (Dokumentar-Fernsehfilm) – Regisseur, Kameramann und Editor